# Livers-Cazelles

Livers-Cazelles este o comună în departamentul Tarn din sudul Franței. În 2009 avea o populație de 239 de locuitori.

## Evoluția populației
| An        | 1975 | 1982 | 1990 | 1999 | 2006 | 2009 |
| --------- | ---- | ---- | ---- | ---- | ---- | ---- |
| Populație | 182  | 216  | 204  | 226  | 243  | 239  |